# فيليب يفبفر
فيليب يفبفر (بالفرنسية: Philippe Lefebvre)‏ (7 ديسمبر 1954 دواي فرنسا - ) هو لاعب كرة قدم فرنسي يلعب كمدافع.

## وصلات خارجية
- فيليب يفبفر على موقع قاعدة بيانات كرة القدم.إي يو (الإنجليزية)